# Леушићи
Леушићи су насеље у Србији у општини Горњи Милановац у Моравичком округу. Према попису из 2022. било је 96 становника. Налази се на путу за Пожегу, 33 км од Горњег Милановца. Надморска висина је од 380 до 610 м, а површина је 825 ха.
Село је некада имало општину. Ђаци су похађали школу у Прањанима и припадали су парохији Прањанској. У центру села 1963. године изграђена је музејска поставка у Спомен-дому у част изгинулих ратника у Првом и Другом светском рату.
Сеоска преслава је на прве Тројице, а у прву недељу после Петровдана држи се одавно вашар.
Овде се налази Крајпуташи браћи Лукић у Леушићима.

## Историја
По легенди, Леушићи су названи на по Леју, старешини села који се тамо настанио. Нема података да је село постојало у старом и средњем веку. Први подаци о земљишту на коме се налази село потичу из аустријског пописа 1718. године, али се не помиње насеље. Досељавање на подручје села почело је 1780. године, најмасовније било је 1809. године а завршено је 1820. године. Досељеници су дошли из Босне, Херцеговине, Црне Горе, Старог Влаха и ужичке Црне горе. Године 1863. село је имало 38 домова.
У ратовима у периоду од 1912. до 1918. године село је дало 122 ратника. Погинуло их је 54 а 68 је преживело.

## Географија
Село се налази по косама и странама испод брда Бијеле плоче и Кремена. Кроз јужни део сеоског атара протиче река Коњска, која долази из Срезојеваца, где и извире, а улива се у Чемерницу (управо у Леушићима). Село је веома раштркано, а има 106 домаћинстава.

## Демографија
У пописима село је 1910. године имало 467 становника, 1921. године 456, а 2002. године тај број је спао на 181.
У насељу Леушићи живи 139 пунолетних становника, а просечна старост становништва износи 50,8 година (48,6 код мушкараца и 53,2 код жена). У насељу има 67 домаћинстава, а просечан број чланова по домаћинству је 2,42.
Ово насеље је великим делом насељено Србима (према попису из 2002. године), а у последња три пописа, примећен је пад у броју становника.
|  |

| Демографија | Демографија | Демографија |
| Година      | Становника  | Становника  |
| ----------- | ----------- | ----------- |
| 1948.       | 433         |             |
| 1953.       | 392         |             |
| 1961.       | 355         |             |
| 1971.       | 312         |             |
| 1981.       | 283         |             |
| 1991.       | 185         | 177         |
| 2002.       | 162         | 177         |
| 2011.       | 129         |             |

| Етнички састав према попису из 2002.‍ | Етнички састав према попису из 2002.‍ | Етнички састав према попису из 2002.‍ | Етнички састав према попису из 2002.‍ | Етнички састав према попису из 2002.‍ |
| ------------------------------------ | ------------------------------------ | ------------------------------------ | ------------------------------------ | ------------------------------------ |
|                                      |                                      |                                      |                                      |                                      |
| Срби                                 | Срби                                 |                                      | 160                                  | 98,76%                               |
| Југословени                          | Југословени                          |                                      | 2                                    | 1,23%                                |
| непознато                            | непознато                            |                                      | 0                                    | 0,0%                                 |

| Година пописа     | 1948. | 1953. | 1961. | 1971. | 1981. | 1991. | 2002. |
| ----------------- | ----- | ----- | ----- | ----- | ----- | ----- | ----- |
| Број домаћинстава | 101   | 96    | 96    | 93    | 90    | 69    | 67    |

| Број чланова      | 1  | 2  | 3 | 4 | 5 | 6 | 7 | 8 | 9 | 10 и више | Просек |
| ----------------- | -- | -- | - | - | - | - | - | - | - | --------- | ------ |
| Број домаћинстава | 19 | 30 | 7 | 3 | 4 | 1 | 2 | 0 | 0 | 1         | 2,42   |

| Пол    | Укупно | Неожењен/Неудата | Ожењен/Удата | Удовац/Удовица | Разведен/Разведена | Непознато |
| ------ | ------ | ---------------- | ------------ | -------------- | ------------------ | --------- |
| Мушки  | 72     | 10               | 53           | 5              | 4                  | 0         |
| Женски | 70     | 1                | 55           | 13             | 1                  | 0         |
| УКУПНО | 142    | 11               | 108          | 18             | 5                  | 0         |

| Пол    | Укупно                    | Пољопривреда, лов и шумарство | Рибарство                            | Вађење руде и камена | Прерађивачка индустрија       |
| ------ | ------------------------- | ----------------------------- | ------------------------------------ | -------------------- | ----------------------------- |
| Мушки  | 36                        | 22                            | 0                                    | 0                    | 8                             |
| Женски | 19                        | 12                            | 0                                    | 0                    | 6                             |
| УКУПНО | 55                        | 34                            | 0                                    | 0                    | 14                            |
| Пол    | Производња и снабдевање   | Грађевинарство                | Трговина                             | Хотели и ресторани   | Саобраћај, складиштење и везе |
| Мушки  | 0                         | 2                             | 0                                    | 0                    | 0                             |
| Женски | 0                         | 0                             | 0                                    | 0                    | 0                             |
| УКУПНО | 0                         | 2                             | 0                                    | 0                    | 0                             |
| Пол    | Финансијско посредовање   | Некретнине                    | Државна управа и одбрана             | Образовање           | Здравствени и социјални рад   |
| Мушки  | 0                         | 0                             | 1                                    | 1                    | 1                             |
| Женски | 0                         | 0                             | 0                                    | 1                    | 0                             |
| УКУПНО | 0                         | 0                             | 1                                    | 2                    | 1                             |
| Пол    | Остале услужне активности | Приватна домаћинства          | Екстериторијалне организације и тела | Непознато            | Непознато                     |
| Мушки  | 0                         | 0                             | 0                                    | 1                    | 1                             |
| Женски | 0                         | 0                             | 0                                    | 0                    | 0                             |
| УКУПНО | 0                         | 0                             | 0                                    | 1                    | 1                             |